# دیوید پارناس
دیوید لورج پارناس (به انگلیسی: David Lorge Parnas) (متولد ۱۰ فرویه ۱۹۴۱) کانادایی، از اولین پیشگامان مهندسی نرم‌افزار، کسی است که که مفهوم پنهان‌سازی اطلاعات را که یکی از مهم‌ترین عناصر برنامه‌نویسی شیءگرا در برنامه‌نویسی پودمانی ایجاد کرد. او همچنین برای مستندات دقیقش تحسین شده‌است.

## زندگی‌نامه
پارناس دکتری خود را در رشتهٔ مهندسی برق از دانشگاه دانشگاه کارنگی ملون دریافت کرده‌است. پارناس همچنین گواهینامهٔ مهندسی حرفه‌ای را از کانادا دریافت کرد و اولین کسی بود که طراحی نرم‌افزار را به صورت مهندسی مرسوم درآورد. او چندین سال در همان دانشگاه به تدریس مشغول بود. وی همچنین در دانشگاه‌های دانشگاه کارولینای شمالی در چپل هیل (آمریکا)، دانشگاه فنی دارمشتات (آلمان)، دانشگاه ویکتوریا (بریتیش کلمبیا، کانادا)، دانشگاه کویین در کینگستون، انتاریو، دانشگاه مک مستر در همیلتون، اونتاریو و دانشگاه لیمریک در ایرلند درس داده‌است.

## جوایز و افتخارات
دیوید پارناس جوایز و افتخارات زیادی را کسب نموده‌است:
- جایزه «بهترین مقاله» ای سی ام، ۱۹۷۹
- جایزه نوربرت وینر برای مسئولیت اجتماعی و حرفه ای، ۱۹۸۷
- دو جایزه «باقدرت‌ترین مقاله» کنفرانس بین‌المللی مهندسی نرم‌افزار، ۱۹۹۱ و ۱۹۹۵
- دکترای افتخاری از دپارتمان علوم کامپیوتر انستیتو تکنولوژی فدرال سوئیس، ۱۹۸۶
- پیرو از انجمن ماشین‌های حسابگر، ۱۹۹۴
- دکترای افتخاری از دانشکده علوم کاربردی دانشگاه کاتولیک لوون بلژیک، ۱۹۹۶
- جایزه «تحقیقات برجسته» سی آی جی سافت ای سی ام، ۱۹۹۸
- جایزه ۶۰امین سالگرد جامعه کامپیوتر آی تریپل ای، ۲۰۰۷
- دکترای افتخاری از دانشکده انفورماتیک دانشگاه لوگانو سویس، ۲۰۰۸
- پیرو از انجمن علوم کامپیوتر آلمان، ۲۰۰۸[۱]
- پیرو از جامعه کامپیوتر مؤسسه مهندسان برق و الکترونیک (آی تریپل ای)، ۲۰۰۹
- دکترای افتخاری از دانشکده فنی وین اتریش، ۲۰۰۱۱

## کار

### طراحی پودمانی
در طراحی پودمانی، در دو سخنرانی وی چسبندگی بالا در بین پودمان و جفتگیری بی‌پایه بین پودمان‌ها از اساس طراحی پودمانی در نرم‌افزار است. اما، در سمینار سال ۱۹۷۲ پارناس در پیرامون مقالهٔ در معیارها برای تجزیه سیستم‌ها به پودمان‌ها، اصطلاح پنهان‌سازی اطلاعات را مطرح کرده و از اصطلاحات چسبندگی و جفتگیری استفاده نشده‌است.

### فعالیت فنی
دکتر پارناس در میانه‌های دهه ۸۰ علیه ابتکار دفاع استراتژیک (معروف به "جنگ ستارگان") به صورت علنی ابراز مخالف کرد و استدلال کرد که نوشتن برنامه‌ای با کیفیت کافی طوری‌که بتوان به آن در صورت حملهٔ اتمی اعتماد داشت، غیرممکن است. او همچنین در خط مقدم خواستاران حرفه‌ای شدن «مهندسی نرم‌افزار» بود. او همچنین یکی از ترویج دهندگان اصلی اصول اخلاق در مهندسی نرم‌افزار می‌باشد.

### مخالفت با روش‌های ارزیابی دانشگاهی
دکتر پارناس به گروهی از دانشمندان پیوسته‌است که آشکارا به نقد نظریات نشریات دربارهٔ تولیدات دانشگاهی می‌پردازند. در مقالهٔ بازی اعداد را متوقف کنید به استدلال به چندین دلیل توضیح می‌دهد که چرا سیستم ارزشیابی عددی که در بسیاری از دانشگاه‌های دنیا از آن استفاده می‌شود، ناقص است و به جای پیشرفت در علم باعث رکود آن می‌شود.